# Апполоновка (Мордовия)
 Апполоновка или Аполлоновка — деревня в Лямбирском районе Мордовии России. Входит в Болотниковское сельское поселение.

## География
Находится на расстоянии примерно 15 км на северо-запад от города Саранск.

## История
Известна с 1869 года как владельческая деревня Саранского уезда из 20 дворов

## Население
| 2002 | 2010 |
| ---- | ---- |
| 42   | ↗47  |

Постоянное население составляло 42 человека (русские 100%) в 2002 году, 47 в 2010 году .